# Pterolepis cordubensis
Pterolepis cordubensis är en insektsart som beskrevs av Bolívar, I. 1900. Pterolepis cordubensis ingår i släktet Pterolepis och familjen vårtbitare. Inga underarter finns listade i Catalogue of Life.